# Wielkie Partęczyny
Wielkie Partęczyny – jezioro w Polsce, położone w województwie warmińsko-mazurskim, w powiecie nowomiejskim, w gminie Kurzętnik, na terenie Brodnickiego Parku Krajobrazowego. 

## Charakterystyka
Jezioro znajduje się w nadleśnictwie Brodnica. Jest największym jeziorem Pojezierza Brodnickiego.
Akwen ma urozmaiconą linię brzegową, liczne wyspy, półwyspy i zatoki, a jego brzegi są wysokie i niemal całkowicie zalesione. Z jeziorem połączone są jeziora Małe Partęczyny i Dębno, a przepływa przez nie rzeka Skarlanka.

## Dane morfometryczne
Powierzchnia jeziora wynosi od 323,9 ha do 340 ha, maksymalna głębokość – od 28,5 m do 31,6 m, średnia – 6,8 m. Maksymalna długość wynosi 4325 m, natomiast szerokość – 1060 m. Lustro wody położone jest na wysokości od 77 do 77,3 m n.p.m.

## Przyroda
Jest zbiornikiem wodnym o bardzo urozmaiconym rybostanie, spotkać tu można m.in. płocie, leszcze, węgorze, okonie, szczupaki, liny, krąpie, sielawy, sum pospolity, sieje i miętusy, jak również raka błotnego. Liczne są nadbrzeżne siedliska kormoranów.

## Rezerwat przyrody
W 1958 r. na jeziorze ustanowiono rezerwat przyrody „Wyspa na Jeziorze Partęczyny Wielkie”, na terenie którego ochroną objęto stanowisko obuwika pospolitego.

## Wędkarstwo
Gospodarzem akwenu jest Okręg PZW w Toruniu.